# Элизия (лингвистика)
Эли́зия, элисия (от лат. ēlīsiō «выдавливание», «выталкивание») в лингвистике — отпадение звука (гласного, согласного или слога) в слове или фразе с целью облегчения произношения для говорящего. Иногда звуки могут быть опущены с целью улучшения благозвучия.
Как правило, элизия непреднамерена, но может быть и умышленной. Субъективно это воспринимается как «невнятное произношение» или как «пропущенный звук».
В качестве примера осмысленной элизии можно привести латинскую поэзию, где она использовалась как стилистическое средство. В некоторых случаях, например когда одно слово оканчивается на гласную и последующее начинается также на гласную, в результате элизии слова могут объединяться. Элизия часто использовалась в творчестве Катулла. Например, первая строка из Catullus 3: Lugete, O Veneres Cupidinesque, но читается как Lugeto Veneres Cupidinesque.
Если сокращённая (здесь и далее — в результате элизии) форма употребляется достаточно часто, она может стать заменой для исконной (полной) формы. В английском языке это явление называется стяжением, например can’t из cannot. Стяжение отличается от элизии, так как стяжённые формы морфологически описаны, тогда как сокращённые в результате элизии — нет.
Синонимом элизии является синкопа, но под синкопой подразумевается прежде всего выпадание гласного между согласными (напр., латинское tabula → испанское tabla). Другой формой элизии является афереза, то есть выпадение начального гласного в слове (как правило, безударного).
Некоторые морфемы (например, дисфиксы) испытывают действие элизии.
Противоположным элизии явлением является эпентеза, то есть введение дополнительного звука для удобства произношения.
Особая форма элизии применялась в латинском языке, которая использовалась при окончании одного слова на m и начале следующего на гласный звук. Например: «…et mutam nequiquam adloquerer cinerem.» = «…et mutam nequiquadloquerer cinerem.» — Catullus 101.
Элизией не является пропуск слов в предложении; подробнее см. в статье «многоточие».

## Отражение на письме
Ввиду очевидных изменений в произношении, элизия обычно отражается на письме. В некоторых случаях (в поэзии, театральных сценариях и т. п.) элизия отражает особенности прямой речи. Элизия может отражать не литературное произношение. Также некоторые виды элизии (и другие фонологические средства) широко используются в поэзии для сохранения стихотворной формы.
В некоторых языках на основе латинского алфавита элизия может отражаться апострофом ('). Аналигично элизия отображается в греческом языке, который использует собственный алфавит. В русском языке в подобных ситуациях традиционно используют дефис (-).

## Примеры

### Др.-греч. и греч. (новогреческий) языки
Элизия гласных звуков существовала как в древнегреческом, так и койне, есть она и в современном греческом языке. На месте выпавшего гласного греки писали апостроф. 
Эта традиция отображения была позаимствована многими современными европейскими языками (например, английским, итальянским, окситанским, французским, каталанским, арагонским, аранским и др.). Но в классическую латынь данная традиция отображения элизии не проникла.

### Латынь
Если одно слово кончается на гласный (включая назализованный гласный, представляемый сочетанием гласный+M), а следующее слово начинается на гласный, то первый гласный регулярно опускался (по крайней мере, в стихах). Возможно, что /i/ и /u/ в этом случае произносились как полугласные.
Ниже приведены примеры стихотворных латинских текстов, в них более ярко, по сравнению с прозой, проявляются характерные фонетические особенности (особенности произношения) в классической латыни, итальянской традиции произношения, а также английской и немецкой, подробно описанных в заметке: Разночтения в произношении латыни (нем., ит., англ. и пр. традиции наравне с древнеримской) и особенности её орфографии.

#### Энеида Вергилия, книга 1, строки 1—4. Quantitative metre.
1. Перевод С. Ошерова

Битвы и мужа пою, кто в Италию первым из Трои —
Роком ведомый беглец — к берегам приплыл Лавинийским.
Долго его по морям и далёким землям бросала
Воля богов, злопамятный гнев жестокой Юноны.
2.1. Древнеримская орфография
arma·virvmqve·cano·troiae·qvi·primvs·aboris
italiam·fato·profvgvs·lavinaqve·venit
litora·mvltvm·ille·et·terris·iactatvs·et·alto
vi·svpervm·saevae·memorem·ivnonis·obiram
2.2. Традиционная британская орфография XIX века
Arma virumque cano, Trojæ qui primus ab oris
Italiam, fato profugus, Lavinaque venit
Litora; multum ille et terris jactatus et alto
Vi superum, sævæ memorem Junonis ob iram.
2.3. Современная орфография с обозначением долготы гласных (как в Oxford Latin Dictionary)
Arma uirumque canō, Trōiae quī prīmus ab ōrīs
Ītaliam fātō profugus, Lāuīnaque uēnit
lītora, multum ille et terrīs iactātus et altō
uī superum, saeuae memorem Iūnōnis ob īram.
3.1. Академическое произношение
[ˈarma viˈrumkʷe ˈkano ˈtrojje kʷi ˈprimus ab ˈoris
iˈtaliam ˈfato ˈprofugus, laˈvinakʷe ˈvenit
ˈlitora ˈmultum ˈille et ˈterris jakˈtatus et ˈalto
vi ˈsuperum ˈseve ˈmemorem juˈnonis ob ˈiram]
3.2. Древнеримское произношение
[ˈarma wiˈrumkʷe ˈkanoː ˈtrojjai kʷiː ˈpriːmus ab ˈoːriːs
iːˈtaliãː ˈfaːtoː ˈprofugus, laːˈwiːnakʷe ˈweːnit
ˈliːtora mult ill et ˈterriːs jakˈtaːtus et ˈaltoː
wiː ˈsuperũː ˈsaiwai ˈmemorẽː juːˈnoːnis ob ˈiːrãː]
Обратите внимание на элизию в словах mult(um) и ill(e) в 3-й строчке. Отсюда видно, что в классическом латинском языке элизия никак не отражается на письме, и её можно установить только на основании ритмики стихов.

### Испанский язык
При развитии латыни в романские языки было закреплено большое количество элизий (преимущественно синкоп). В испанском языке, например:
- tabla из латинского tabula
- isla из латинского insula (через *isula)
- alma из латинского anima (с диссимиляцией -nm- в -lm-)
- hembra из латинского femina (с диссимиляцией f- в h-, -mn- в -mr- и далее с эпентезой -mr- в -mbr-)

Носители языка часто прибегают к элизии между словами для избежания зияния, вызванного гласными, — выбора между двумя вариантами произношения, когда два гласных подобны.

### Итальянский язык
В итальянском языке как правило подвергаются элизии:
- неопределённый артикль женского рода una если следующее слово начинается на a: un’antica;
- определённые артикли единственного числа lo, la: l’albero, l’erba;
- одна из форм определённого артикля мужского рода множественного числа gli если следующее слово начинается на i: gl’Italiani, gl’Indiani;
- артикль множественного числа женского рода le изредка усекается в диалектах и разговорной речи: l’erbe — но безусловно предпочтительным вариантом является использование полной формы этого артикля: le erbe.

Кроме того, элизия нередко применяется для некоторых предлогов, местоимений, и прилагательных:
- di: d’Italia;
- mi, ti, si, vi: m’ha parlato, v’illudono;
- grande, santo, bello, quello: grand’uomo, sant’Angelo, bell’albero, quell’amico.

Как видно из вышеприведённых примеров, элизия в итальянском языке — это выпадание одиночной гласной в конце слова. В итальянском языке также наблюдаются выпадания слогов целиком, которые не маркируются апострофом и называются соответственно: аферези (afèresi) — опускание слога в начале слова; синкопа (sincope) — опускание слога в середине слова; апокопа (apocope, также troncamento) — опускание последнего слога (без присоединения последующего слова).

### Французский язык
Элизия во французском — это не исключение, а норма. Окончания слов чаще всего не читаются. Причём данная особенность языка подчинена правилам.

### Эсперанто
В международном языке эсперанто как правило подвергаются элизии:
- определённый артикль la, если следующее за ним слово начинается на гласную (в стихах допустимо и при первой согласной букве следующего слова): l' amo.
- обычно в стихах: окончание -о в существительных единственного числа именительного падежа: «Al la mond' eterne militanta ĝi promesas sanktan harmonion».

Данные два случая прописаны в «Основах эсперанто».
Пример:

Ho mia kor’! Post longa laborado

ĉu mi ne venkos en decida hor’?

Sufiĉe! Trankviliĝu de l’ batado,

Ho mia kor’!

Кроме того, элизия встречается:
- в некоторых составных предлогах: dank' al
- в разговорной речи встречаются иные примеры, например, «'stas» вместо «estas».

### Английский язык
Ниже представлены некоторые примеры элизии в английском языке.
| comfortable: | /ˈkʌɱfɚtəbəl/ | → /ˈkʌɱftɚbəl/                                                    |
| fifth:       | /ˈfɪfθ/       | → /ˈfɪθ/                                                          |
| him:         | /hɪm/         | → /ɪm/                                                            |
| laboratory:  | /læˈbɔrətɔri/ | → /ˈlæbrətɔri/ (American English), /ləˈbɔrətri/ (British English) |
| temperature: | /ˈtɛmpərətʃɚ/ | → /ˈtɛmpɚtʃɚ/, /ˈtɛmprətʃɚ/                                       |
| vegetable:   | /ˈvɛdʒətəbəl/ | → /ˈvɛdʒtəbəl/                                                    |

### Финский язык
Согласный в окончании партитива -ta подвергается элизии в позиции между краткими гласными, если предшествующая гласная не является эпентезой. В других ситуациях согласный сохраняется. Например:
- katto+ta → kattoa
- ranta+ta → rantaa

Однако,
- työ+tä → työtä — примерно произносится как «тю́ота» = «работа»
- mies+ta → miestä — произносится как «ми́эста» = «человек»
- jousi+ta → jousta — i является эпентезой после согласных (произносится как «йо́уста» = «пружина»)

### Русский язык
В литературном русском языке элизии подвергается постфикс -ся в возвратных глаголах. Он переходит в -сь, если флексия заканчивается на гласную: умоюсь, собираетесь, отвалилось, найтись, улыбаясь и т. д. Исключением является причастие: бреющегося, проснувшаяся и т. п. Отсутствие элизии данного постфикса является признаком просторечия или его имитации: разгулялася.
Часто, особенно в поэтической речи, выпадает конечный гласный в союзах и частицах чтобы→чтоб, уже→уж, бы→б, же→ж, ли→ль.
Близко к элизии выпадение в устной речи так называемых немых согласных: солнце, властный, звёздный, проездной и т. п.

### Японский язык
Элизия очень часто используется в японском языке. Обычно гласные верхнего подъёма (/i/ или /u/) находятся в слабой позиции между двумя глухими согласными и потому часто произносятся пониженным тоном или вообще опускаются. В отличие от английского или французского языка, элизия обычно никак не отражается на письме, потому как является исключительно фонетическим явлением и может различаться в диалектах, а также зависеть от степени вежливости. Несколько примеров (с некоторым преувеличением; апострофы введены для наглядности):
Мацусита-сан ва имасу ка? («Господин Мацусита пришёл?» или «Госпожа Мацусита пришла?»)
matsɯɕtasɑ̃wa imasːka
року, сити, хати («шесть, семь, восемь»)
ɺokɯ̥ ɕitɕi̥ hatɕi̥
Сицурэй симасу («Извините»)
ɕi̥tsɯ̥ɺeː ɕimasː
На использование элизии влияют также гендерные особенности японской речи. Считается, что опускать звук у, особенно в вежливых глагольных формах (-масу, дэсу) — это принадлежность мужской речи. Женщин же, напротив, побуждают не сокращать звуки. При этом чрезмерная элизия воспринимается как неграмотность и диалектизм, а недостаточная — как излишне вычурное или старомодное произношение. Некоторые диалекты, например, сацумский, очень широко используют элизию, другие, как кансайский, не используют.

### Тамильский язык
В тамильском языке имеется свод правил об употреблении элизии. Они классифицированы по фонеме, которая подвергается элизии.
| Класс             | Фонема            |
| ----------------- | ----------------- |
| Kutriyalukaram    | u                 |
| Kutriyalikaram    | i                 |
| Aiykaarakkurukkam | ai                |
| Oukaarakkurukkam  | au                |
| Aaythakkurukkam   | особый символ akh |
| Makarakkurukkam   | m                 |